# Дэлби, Эндрю
Эндрю Дэлби (англ. Andrew Dalby; род. 13 июня 1947, Ливерпуль, Ланкашир) — английский историк и лингвист. Википедист.

## Биография
Родился 13 июня 1947 года в Ливерпуле в Англии.
Изучал латынь, французский и греческий языки в Бристольской грамматической школе в Бристоле и Кембриджском университете. В университете также изучал романские языки и лингвистику, получил степень бакалавра в 1970 году. Докторскую степень (PhD) по античной истории получил в Биркбек-колледже в Лондоне, где в 1987—1993 годах улучшил свои знания латыни и греческого языка. 
Проработал пятнадцать лет в Кембриджской университетской библиотеке, специализируясь на Южной Азии. После Кембриджа работал в Лондоне, помогая открыть библиотеку в Риджентс-колледже и занимаясь реновацией другой библиотеки в Лондон-хаусе (Гуденаф-колледж). Он также был почётным библиотекарем Института лингвистов, для журнала The Linguist которого он писал постоянную колонку. 
В 1998 году опубликовал словарь Dictionary of Languages, в 2002 году — книгу Language in Danger, посвященную исчезновению языков.
Начал работать над историей еды и внёс вклад в журнал Petits Propos Culinaires (PPC), помогал редактору книги The Oxford Companion to Food. Первая книга Дэлби по истории еды, Siren Feasts, посвящённая истории еды в Греции, вышла в 1995 году и получила премию Runciman Award. Книга переведена на греческий язык под названием Σειρήνεια δείπνα. Вместе с шеф-поваром Салли Грейнджер (Sally Grainger) написал The Classical Cookbook (1996), первой исторической кулинарной книгой, которая вышла за рамки Апициевского корпуса (единственной сохранившейся древнеримской кулинарной книги) и обратилась к другим древнегреческим и римским источникам, в которых встречаются рецепты. Книга Dangerous Tastes (2000), посвящённая истории специй, была названа Guild of Food Writers (GFW) кулинарной книгой года в 2001 году.
В 2003 году опубликовал книги «Ароматы Византии» (Flavours of Byzantium) и один из новейших справочников по античной кулинарии — Food in the Ancient World from A to Z.
В книге «Вновь открывая Гомера» (Rediscovering Homer), опубликованной в 2006 году, выдвинул гипотезу, что автором эпических древнегреческих поэм «Илиада» и «Одиссея» была женщина, а приписывание этих поэм Гомеру — ошибочное недоразумение.
Является википедистом. В 2009 году опубликовал книгу «Мир и Википедия: как мы редактируем реальность» (The World and Wikipedia: How We are Editing Reality), в которой назвал римского натуралиста Плиния Старшего протовикипедистом.

## Личная жизнь
Живёт во Франции. 
Женат. У него две дочери, и его последняя книга Gifts of the Gods: A History of Food in Greece (2017) написана в соавторстве с дочерью Рэйчел (Rachel Dalby), которая живет на острове Парос в Греции и является совладельцем кафе «Марина».